# Syracuse Automobile Company
Syracuse Automobile Company war ein US-amerikanischer Hersteller von Automobilen.

## Unternehmensgeschichte
William D. Andrews, C. Arthur Benjamin und Henry Trebert gründeten 1899 das Unternehmen in Syracuse im US-Bundesstaat New York. Benjamin wurde Präsident. Konstrukteur war William H. Birdsall, der später für Buckmobile Company, Regas Automobile Company, Mora Motor Car Company und Omar Motor Company tätig war. Im gleichen Jahr begann die Produktion von Automobilen. Der Markenname lautete Syracuse. Trebert wechselte bald zur Stearns Automobile Company und betrieb später die Trebert Gas Engine Company.
1903 endete die Produktion.

## Fahrzeuge
Die Fahrzeuge hatten einen Ottomotor.